# Muzeum metróállomás
Muzeum egy metróállomás Prágában a prágai A metró és C metró vonalán.

## Szomszédos állomások
A metróállomáshoz az alábbi állomások vannak a legközelebb:
- Můstek (A metróvonal, Nemocnice Motol)
- Hlavní nádraží (C metróvonal, Letňany)
- Náměstí Míru (A metróvonal, Depo Hostivař)
- I. P. Pavlova (C metróvonal, Háje)

## Átszállási kapcsolatok
| A (Nemocnice Motol ↔ Depo Hostivař) |                        |                            |
| C (Letňany ↔ Háje)                  |                        |                            |
| Állomás                             | Átszállási kapcsolatok | Fontosabb létesítmények    |
| Muzeum                              | 905, 911 11, 13        | Nemzeti Múzeum, Vencel tér |